# Very-large-scale integration
Very-large-scale integration (VLSI) é o processo de criação de um circuito integrado (abreviado em inglês como IC) combinando milhões de ou bilhões de transistors MOS num único chip. VLSI começou na década de 1970 quando chips de circuitos integrados MOS (Metal Oxide Semiconductor ou Semicondutor de Óxido Metálico) forram desenvolvidos e adotados largamente, permitindo tecnologias complexas de semicondutores e telecomunicações. O microprocessador e chips de memória são dispositivos VSLI.
Antes da introdução da tecnologia VLSI, a maioria dos ICs tinha um conjunto limitado de funções que eles poderiam exercer. Um circuito eletrônico pode concistir de uma CPU, ROM, RAM e outra cola lógica. VLSI permite que projetistas de IC adicionarem todos esse em um chip.

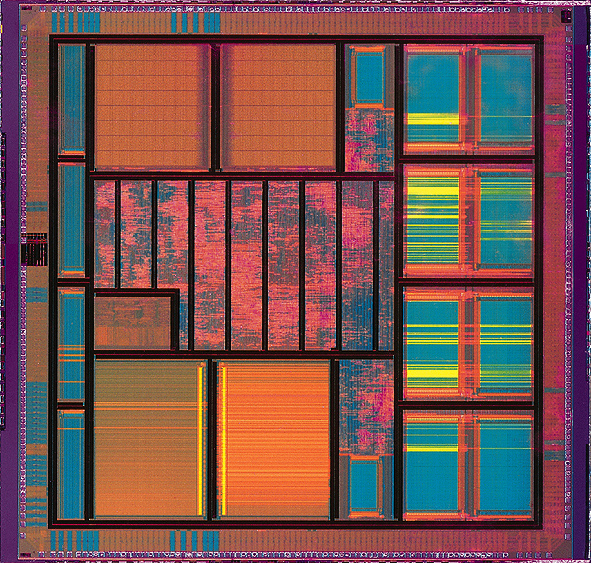
A VLSI integrated-circuit die

## História

### Pano de fundo
A história do transistor data da década de 1920 quando vários inventores tentaram produzir dispositivos com o objetivo de controlar corrente em diodos de estado sólido e converte-los em triôdos. O sucesso veio depois da Segunda Guerra Mundial, quando o uso de cristais de silício e germânio como detectores de radar levaram a melhorias em fabricação e teoria. Cientistas que haviam trabalhado no radar retornaram ao desenvolvimento de dispositivos de estado sólido. Com a invenção do primeiro transistor no Bell Labs em 1947, o campo da eletrônica mudou de tubos de vácuo para dispositivos de estado sólido.
Com os transistores menores em suas mãos, engenheiros elétricos da década de 1950 viram a possibilidade de construir circuitos muito mais avançados. No entanto, enquanto a complexidade dos circuitos cresceu, problemas apareceram. Um dos problemas era o tamanho dos circuitos. Um circuito complexo um computador era dependente da velocidade. Se um componente fosse grande, os fios os conectando devem ser longos. O sinal elétrico leva tempo para se propagar pelo circuito, deixando assim o computador mais lento.
A invenção do circuito integrado por Jack Kilby e Robert Noyce resolveu esse problema fazendo todos os componentes e o chip do mesmo bloco (monolito) de material semicondutor. Os circuitos poderia ser feitos menores, e o processo de fabricação poderia ser automatizado. Isso levou a ideia de integrar todos os componentes em um único wafer de silicone de cristal-único, o que levou a integração de pequena escala (SSI da sigla em inglês Small-Scale Integration) no início da década de 1960, e então a integração de escala média (MSI da sigla em inglês para Medium-Scale Integration) no fim da década de 1960.

## Ver Também
- Circuito integrado de aplicação especifica (ASIC)
- Caltech Cosmic Cube
- Interface logic model
- Lista de fábricas de semicondutores
- Mead–Conway VLSI chip design revolution
- Computação neuromórfica
- Silício policristalino
- Sistema em um chip (SoC)